# Język szan
Język szan tai yai (szan လိၵ်ႈတႆး, lik táj ( odsłuchaj); birm. ʃáɴ bàðà; taj. ภาษาไทใหญ่ phasa tai yai) – język należący do tajskiej grupy językowej, używany przez ok. 3 mln Szanów w Mjanmie. Używa własnego pisma szan, podobnego do birmańskiego.